# Zandt
Zandt település Németországban, azon belül Bajorországban. Lakosainak száma 2087 fő (2023. december 31.).

## Népesség
A település népessége az elmúlt években az alábbi módon változott:
| Lakosok száma | 491  | 775  | 1451 | 1578 | 1835 | 1850 | 1901 | 1904 | 2043 | 2087 |
|               | 1875 | 1950 | 1975 | 1987 | 2012 | 2014 | 2016 | 2017 | 2021 | 2023 |